# Aklilu Habte-Wold
Tsehafi Ta'izaz Aklilu Habte-Wold (amharisch ጸሐፌ ትዕዛዝ አክሊሉ ሀብተወልድ; * 12. März 1912 in Addis Abeba; † 23. November 1974 ebenda) war von 1961 bis 1974 erster Premierminister des Staats Äthiopien.
Er wurde als Sohn eines äthiopisch-orthodoxen Priesters geboren. Weil der junge Kaiser Haile Selassie das Land modernisieren wollte, wurde er zusammen mit anderen jungen Landsleuten zur Ausbildung nach Europa geschickt. Er erhielt danach dank Unterstützung des damaligen höchsten königlichen Beraters (Tsehafi Ta'izaz = königlicher Schreiber) Wolde Giorgis Wolde Yohannes Stellen am Hof und stieg bis in den Beraterstab des Negus auf. Während der italienischen Besetzung seines Heimatlands ging er nach Paris ins Exil. Dort lernte er seine Ehefrau Colette kennen und heiratete sie 1941. In der Zeit seines Exils wurde er zudem ein enger Weggefährte des exilierten Kaisers und nach dem Zweiten Weltkrieg Außenminister von Äthiopien. Im Jahr 1958 löste er den in Ungnade gefallenen Mentor Wolde Giorgis Wolde Yohannes im Amt des Tsehafe Taezaz ab. 1961 wurde Habte-Wold erster Premierminister seines Landes. Er behielt diesen Posten bis zum 1. März 1974.
Während seiner Regierungszeit versuchte er das Land mit Unterstützung von progressiv denkenden Technokraten zu modernisieren. Er scheiterte aber am Widerstand von Traditionalisten aus den Reihen der Königsfamilie, des Adels und des Beraterstabs des Negus. Nach Unruhen in den frühen 1970er-Jahren geriet er stark unter politischen Druck und trat resigniert zurück. Nach dem Sturz des Kaisers Haile Selassie wurde er verhaftet, ohne Gerichtsverfahren zum Tode verurteilt und hingerichtet.